# John Parkin
Pour les articles homonymes, voir Parkin.
John Parkin (1873-1964) est un botaniste anglais.